# Jean-Martin Charcot

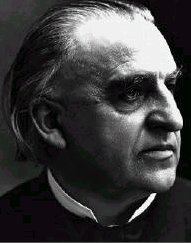
Jean-Martin Charcot

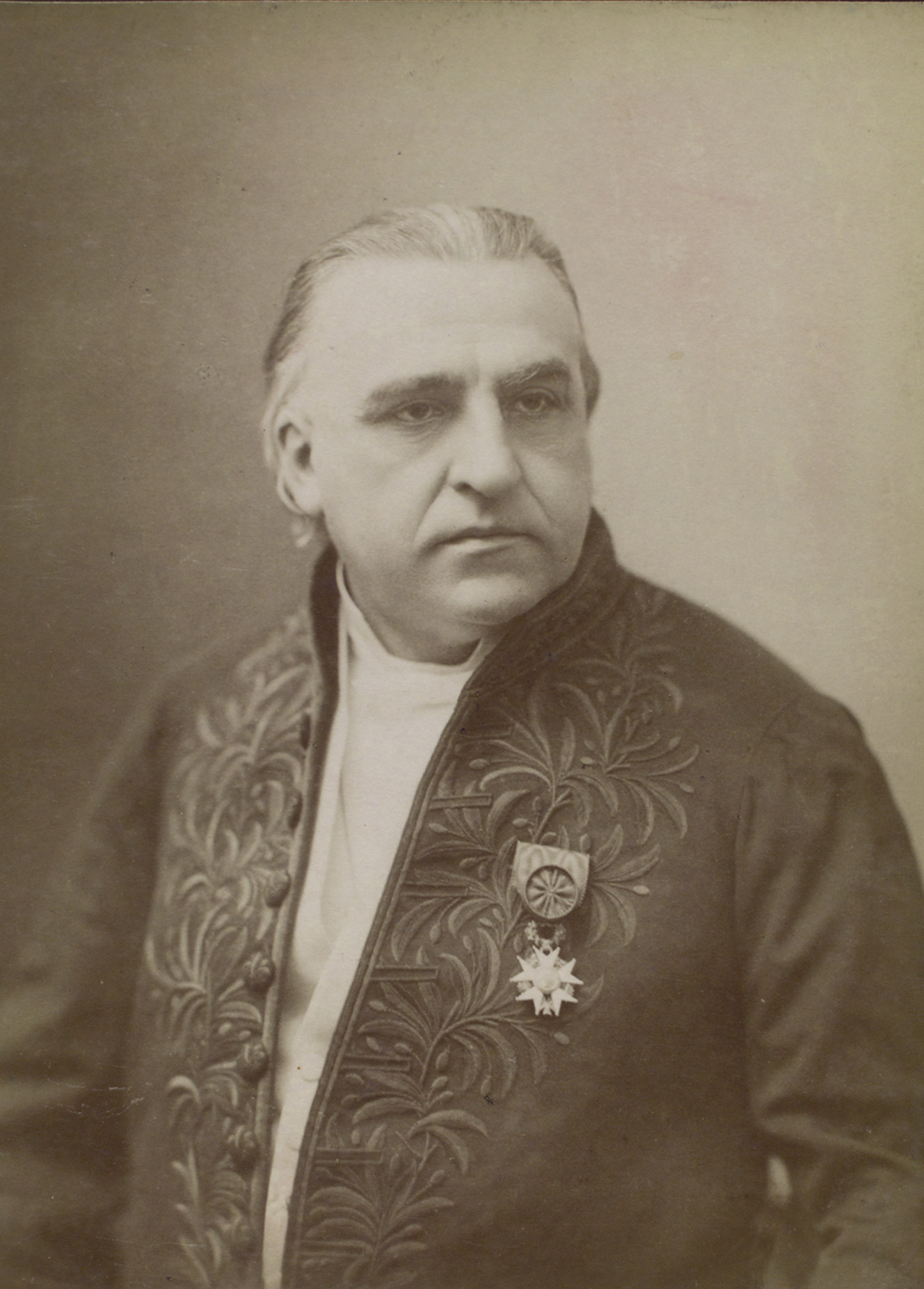
Porträt von Jean-Martin Charcot

Jean-Martin Charcot (* 29. November 1825 in Paris; † 16. August 1893 in Montsauche-les-Settons am Lac des Settons/Département Nièvre im Morvan) war ein französischer Pathologe und Neurologe. Er war Professor der Pathologischen Anatomie und der Neurologie in Paris und zählt zu den bedeutendsten Ärzten in der Geschichte des dortigen Hôpital de la Salpêtrière. 1882 etablierte er dort die erste eigenständige neurologische Abteilung in Europa. Zusammen mit Guillaume-Benjamin Duchenne gilt er als Begründer der modernen Neurologie. Bekannt wurden er und seine Schule unter anderem durch Hysteriestudien. Der Polarforscher Jean-Baptiste Charcot war sein Sohn.

## Leben

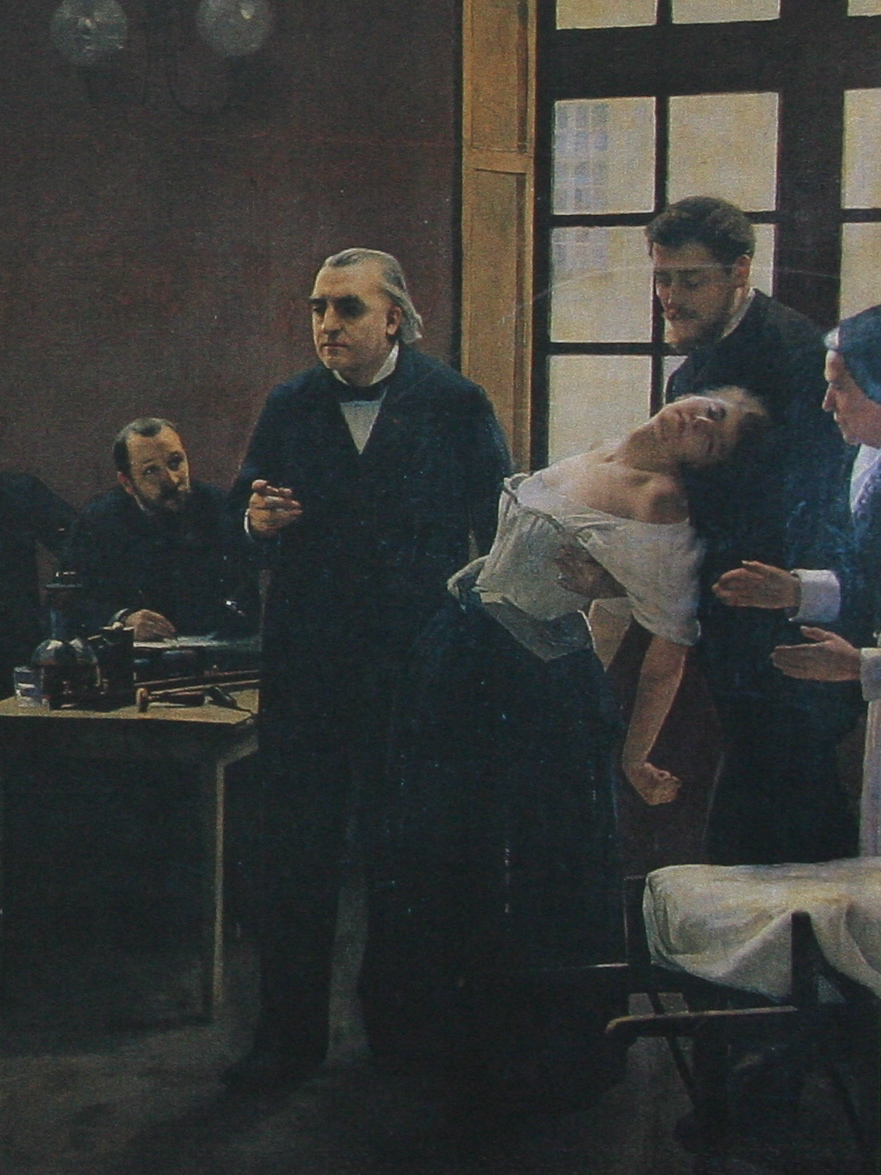
Charcot demonstriert, assistiert von Joseph Babinski, an der Salpêtrière die hysterische Patientin Blanche Wittman in hypnotisiertem Zustand. Gemälde von André Brouillet (Ausschnitt), 1887.

Nach dem Abschluss des Medizinstudiums 1853 an der Sorbonne mit einer Doktorarbeit über verschiedene Formen des Gelenkrheumatismus arbeitete Charcot zunächst als Inhaber einer Privatpraxis und ab 1848 als Krankenhausarzt an der Salpêtrière, wo er 1862 Chefarzt wurde. 1872 wurde er ordentlicher Professor für pathologische Anatomie an der Universität Paris, wo er zahlreiche Arbeiten zur Anatomie und Pathologie des Nervensystems veröffentlichte. 1882 wurde für Charcot der weltweit erste Lehrstuhl für Krankheiten des Nervensystems am Hôpital de la Salpêtrière in Paris errichtet.
1883 wurde Charcot in die Académie des sciences aufgenommen. 1888 bis 1889 publizierte er seine berühmten Leçons du mardi, in denen er vor einem internationalen Auditorium von Ärzten, Journalisten und Schriftstellern klinische Fälle demonstriert hatte.
Kaum ein anderer Wissenschaftler des 19. Jahrhunderts hat die Entwicklung der Neurologie so nachhaltig beeinflusst wie Charcot. In der 2. Hälfte des 19. Jahrhunderts gelangen ihm bedeutende Erkenntnisse auf fast allen Gebieten der Neurologie. So beschrieb er als erster die amyotrophe Lateralsklerose und die neurogene Arthropathie. Außerdem grenzte er die Multiple Sklerose und die Parkinson-Krankheit als eigenständige Krankheitsbilder voneinander ab.
In seiner Amtszeit als Chef der Klinik und Anstalt Salpêtrière ließ Charcot Fotografien einiger Patientinnen anfertigen. Die Frauen, bei denen in erster Linie Hysterie diagnostiziert worden war, wurden in der Anstalt behandelt und dienten gleichzeitig als Versuchspersonen für Charcots Entwicklung der Hysteriediagnose. Eine Auswahl der entstandenen Aufnahmen, zusammen mit Fallbeschreibungen und Protokollen von Anfällen in drei Bänden unter dem Titel Iconographie photographique de la Salpêtrière (1876–1880) veröffentlicht, gilt als Meilenstein der medizinischen Fotografie.
Am 7. Juni 1884 kam es auf Vermittlung von Charcots Assistenten Raymond Combret, einem Mitglied der Theosophischen Gesellschaft in Paris, zu einem Treffen mit Henry Steel Olcott von der Theosophical Society in der Salpêtrière. In seinen späteren Jahren führte Charcot vorwiegend psychopathologische Studien über die Hysterie durch. Seine Ergebnisse wurden zwar teilweise später revidiert, hatten aber großen Einfluss auf die Entwicklung der Psychiatrie und auf die Psychoanalyse seines Schülers Sigmund Freud. Es war Charcots klinischer Einsatz der Hypnose bei dem Versuch, eine organische Ursache für die Hysterie herauszufinden, die Freuds Interesse an den psychischen Ursachen der Neurosen weckte.
Freud studierte ab August 1885 bei Charcot an der Salpêtrière. Während er später erfolgreich seine Schöpfung, die Psychoanalyse, als unabhängige Wissenschaft etablierte, wird oft vergessen, dass diese mit dem Studium der Hypnose bei Charcot begann, den auch andere interessierte Mediziner (wie 1881 Konrad Rieger) zur Beobachtung von dessen Hypnosebehandlungen aufsuchten. Andere Forschungen Charcots zu veränderten Bewusstseinszuständen, die durch hypnotische Trance verursacht wurden, brachten weitere Disziplinen hervor, die weniger mit dem materialistischen Zeitgeist konform gingen als diejenige Freuds. Freud übersetzte zwei Bücher Charcots und versah diese mit kritischen Anmerkungen.
Charcot war Repräsentant der herrschenden Wissenschaft des 19. Jahrhunderts, die sich mit der Hypnose „abgefunden“ hatte, und war bemüht, eine neurophysiologische Erklärung für die von ihm beobachteten Symptome zu finden. Er suchte eine rein materialistische Erklärung, mit der Personen, die sich leicht hypnotisieren ließen, als psychisch krank angesehen werden konnten, und mit der man die aufeinander folgenden Hypnosestadien streng klassifizieren konnte. Erst 1884 wurden seine Hypothesen von Hippolyte Bernheim und Ambroise-Auguste Liébeault in Frage gestellt, die die Theorie aufstellten, wonach der hypnotische Zustand durch Suggestion hervorgebracht werde, was in Liébeaults medizinischer Praxis schließlich bewiesen werden konnte. Es stellt sich heraus, dass Charcots Glaube, die Hypnose habe krankheitsbedingte Ursachen, daher rührte, dass er an der Salpêtrière zufällig überwiegend mit Hysterikern arbeitete. Charcot gestand seine Niederlage einige Monate vor seinem Tod ein, indem er in einem Artikel verlauten ließ, dass Hysteriker prinzipiell leicht der Suggestion unterliegen.
Charcot starb 1893 nach einem Angina-pectoris-Anfall.
Jean-Martin Charcot sammelte als seit der Jugend künstlerisch begabter und an Kunst interessierter Arzt historische Darstellungen der Hysterie. Außerdem führte er die Fotografie als Methode der klinischen Dokumentation zum einen und als didaktische Methode im Unterricht (Projektion von Diapositiven) zum anderen ein.
Charcots Arbeiten werden von Axel Munthe in Das Buch von San Michele eingehend beschrieben. Auch in Henri F. Ellenbergers Standardwerk Die Entdeckung des Unbewußten: Geschichte und Entwicklung der dynamischen Psychiatrie von den Anfängen bis zu Janet, Freud, Adler und Jung findet sich eine ausführliche Darstellung Charcots.
Weitere berühmte Schüler Charcots waren Georges Gilles de la Tourette, Joseph Babinski, Gheorghe Marinescu, Pierre Janet und Charles-Joseph Bouchard.

## Begriffe und Erkrankungen, die nach Charcot benannt sind
- Charcot Krankheit/Morbus Charcot: Amyotrophe Lateralsklerose, jedoch auch gelegentlich für die Multiple Sklerose verwandt.
- Morbus Charcot-Marie-Tooth: Hereditäre motorisch-sensible Neuropathie (HMSN), die heute anhand der verschiedenen Verlaufsformen unterteilt werden.
- Erb-Charcot-Syndrom: (Syphilitische oder Spinalparalyse), ursprünglich bei Syphiliserkrankten beobachtet.
- Charcot-Trias:
  - Charcot-Trias I in der Neurologie bezeichnet als Symptomkombination aus Intentionstremor, skandierender Sprache und einem Nystagmus bei Kleinhirnsyndrom und Multipler Sklerose.
  - Charcot-Trias II in der Inneren Medizin bezeichnet als Symptomkombination aus Oberbauchschmerz rechts, Fieber und Ikterus bei eitriger Cholangitis.
- Charcot-Schwindel: Synkope oder Schwindel, durch einen Hustenanfall ausgelöst und einhergehend mit einem laryngealen Spasmus.
- Charcot-Bouchard-Aneurysma: Kleine zerebrale Aneurysmen als mögliche Ursache intrazerebraler Blutungen.
- Charcot-Joffroy-Syndrom: Thrombophlebitis der meningoarachnoiden Venen mit Pachymeningitis, auch als Spillers-Syndrom bekannt.
- Charcot-Punkte/Zonen: Punkte, an denen durch Druck eine hysterische Krise ausgelöst werden kann.
- Charcot-Leyden-Kristalle: farblose, spitze oktaedrische Kristalle im Sputum von Asthmakranken, 1869 von Ernst Leyden entdeckt, genannt auch „Asthmakristalle“.[9]
- Charcot's Syndrom: Claudicatio intermittens (Schaufensterkrankheit).
- Charcot-Gelenk: neurogene Arthropathie.
- Charcot-Fuß: Diabetikerkrankheit, bei welcher es zu Degenerationsprozessen des Fußes kommt. Dieser frakturiert häufig mehrfach unbemerkt und verknöchert in Fehlstellung. Diese Prozesse finden auf Grund der Polyneuropathie asymptomatisch statt.

Charcot prägte außerdem 1886 den Begriff Grande hystérie bzw. Clownismus, um das missverständliche hystéro-épilepsie zu vermeiden.
Sein Sohn Jean-Baptiste benannte die von ihm entdeckte Charcot-Insel und den Port Charcot in der Antarktis nach seinem Vater.

## Charcot im Film
Der von Alice Winocour inszenierte französische Spielfilm Augustine (2012) zeigt Vincent Lindon in der Rolle des Arztes.